# NGC 2947
NGC 2947 = IC 547 = IC 2494 ist eine Balken-Spiralgalaxie vom Hubble-Typ SBbc im Sternbild Hydra südlich der Ekliptik. Sie ist schätzungsweise 117 Millionen Lichtjahre von der Milchstraße entfernt und hat einen Durchmesser von etwa 50.000 Lj.
Das Objekt wurde am 6. Mai 1886 vom US-amerikanischen Astronomen Francis Preserved Leavenworth entdeckt.